# Danmarks ambassade i Addis Ababa
Danmarks ambassade i Addis Ababa er Danmarks officielle repræsentation i Etiopien. Ambassaden er også ansvarlig for Sydsudan, Sudan og Djibouti. Ambassaden blev etableret i 1996, og har siden da arbejdet for at fremme og styrke det politiske, økonomiske og kulturelle samarbejde mellem Danmark og Etiopien.
Ambassadens opgaver inkluderer at varetage danske borgeres interesser og rettigheder i Etiopien, samt at arbejde for at styrke det danske erhvervslivs interesser i landet. Ambassaden arbejder også for at fremme dansk kultur og samarbejde på områder som uddannelse og forskning.
Ambassaden har et tæt samarbejde med de danske myndigheder, herunder Udenrigsministeriet og andre danske ambassader og konsulater i regionen.

## Historie
Den danske ambassade i Addis Ababa blev etableret i 1996, og var en af de første nordiske ambassader i Etiopien. Ambassaden blev oprindeligt etableret som et konsulat, men blev senere opgraderet til en fuldgyldig ambassade.
Etiopien og Danmark har haft diplomatiske forbindelser siden 1960'erne, og det var Danmark, der i 1964 åbnede en ambassade i Nairobi, Kenya, der også dækkede Etiopien. Danmark var et af de første lande, der anerkendte Etiopiens dengang nye regering i 1991.